# Dichotomius carbonarius
Dichotomius carbonarius là một loài bọ cánh cứng trong họ Bọ hung (Scarabaeidae).